# Конев, Андрей Николаевич
Андрей Николаевич Конев (род. 16 февраля 1970, п. Итатка, Томский район, Томская область, РСФСР, СССР) — российский военный деятель и деятель органов внутренних дел. Начальник Академии управления МВД России с 10 февраля 2016 по 28 июля 2022. Генерал-лейтенант полиции (2017). Доктор технических наук (2005), кандидат юридических наук (2012), доцент. Академик Российской академии юридических наук.

## Биография
Родился 16 февраля 1970 в посёлке Итатка Томской области.
В 1992 г. с отличием окончил Житомирское высшее военное училище радиоэлектроники ПВО имени Ленинского комсомола (ныне — Житомирский военный институт имени С. П. Королёва) по специальности «радиоинженер». В 2001 окончил Краснодарский юридический институт МВД России по специальности «юрист». В феврале 2005 г. защитил диссертацию на соискание учёной степени доктора технических наук. В 2012 г. во Владимирском юридическом институте Федеральной службы исполнения наказаний защитил диссертацию на соискание учёной степени кандидата юридических наук на тему: «Юридическая легализация: теория, практика, техника».
После увольнения из Вооружённых сил России в декабре 1999 г. поступил на службу в органы внутренних дел. Прошёл трудовой путь от доцента кафедры до начальника Новороссийского филиала Краснодарской академии МВД России.
- С декабря 2005 по 30 сентября 2010 — начальник Ставропольского филиала Краснодарской академии МВД России[3].
- С 30 сентября 2010 по 10 февраля 2016 — начальник Нижегородской академии МВД России.

Указом Президента Российской Федерации от 9 ноября 2011 г. присвоено специальное звание «генерал-майор полиции».
- С 10 февраля 2016 г. по 28 июля 2022 года — начальник Академии управления МВД России[5][6].

Указом Президента Российской Федерации от 10 июня 2017 г. присвоено специальное звание «генерал-лейтенант полиции».

## Семья
Женат, воспитывает сына.

## Награды
- Медаль ордена «За заслуги перед Отечеством» I и II степеней
- Нагрудный знак «Почётный сотрудник МВД»

## Научная деятельность
Является автором более 60 научных трудов, в том числе 3 монографий, 32 научно-методических работ, свыше 30 статей, опубликованных в ведущих научных изданиях. 